# Resolució 838 del Consell de Seguretat de les Nacions Unides
La Resolució 838 del Consell de Seguretat de les Nacions Unides fou adoptada per unanimitat el 10 de juny de 1993. Després de reafirmar la Resolució 713 (1991) i totes les resolucions posteriors sobre la situació a l'antiga Iugoslàvia i en particular Bòsnia i Hercegovina, el Consell va examinar les opcions per a la desplegament d'observadors internacionals a les fronteres de Bòsnia i Hercegovina per garantir l'aplicació de les anteriors resolucions del Consell de Seguretat.
El Consell va reiterar les seves demandes en les resolucions 752 (1992) i 819 (1993), que va demanar la fi de la interferència estrangera a Bòsnia i Hercegovina, i a la República Federal de Iugoslàvia (Sèrbia i Montenegro) que deixi de subministrar armes i equip militar a les unitats paramilitars serbobosnianes, respectivament. Són condemnades les violacions de les resolucions 757 (1992), 787 (1992) i 820 (1993) que impliquin accions que tinguin lloc entre Sèrbia i Montenegro i les àrees protegides de Croàcia i les zones de Bòsnia i Hercegovina sota control dels serbis de Bòsnia. En aquest sentit, el Consell va considerar el possible desplegament d'observadors al voltant de les fronteres de Bòsnia i Hercegovina, tal com s'indica a la Resolució 787 (1992).
La resolució també va prendre nota de la decisió de Sèrbia i Montenegro de prohibir tots els subministraments llevat ajuda humanitària als paramilitars serbis de Bòsnia i el Consell va instar el país a implementar el compromís. El Pla Vance-Owen fou recomanat com una solució pacífica del conflicte a la regió.
Es va demanar al Secretari General Boutros Boutros-Ghali que informés al Consell de Seguretat sobre les opcions per al desplegament d'observadors internacionals per supervisar les fronteres de Bòsnia i Hercegovina amb prioritat per la seva frontera amb Sèrbia i Montenegro. Se li va demanar que es posés en contacte amb els estats membres per assegurar la disponibilitat de qualsevol material derivat de la vigilància aèria.